# Ianis Zicu
Ianis Alin Zicu (n. 23 octombrie 1983, Constanța, România) este un fotbalist român retras din activitate, care a jucat pe post de mijlocaș la echipe ca Dinamo București, Inter Milano și ASA Târgu Mureș. Pe plan internațional, are prezențe la națională pentru România Sub-19, România Sub-21 și România. După încheierea carierei, a devenit antrenor, și antrenează în prezent pe FCV Farul Constanța.
A debutat în Divizia A la data de 14 aprilie 2001, pentru Dinamo București, în meciul împotriva echipei Gaz Metan Mediaș. A fost golgheterul sezonului 2010-2011 al Ligii I cu 18 goluri, când juca la Poli Timișoara.După încheierea carierei de fotbalist,a devenit antrenor și antrenează  Metaloglobus București.

## Carieră

### Dinamo București
Zicu a debutat în Divizia A pe 14 aprilie 2001, la vârsta de 17 ani, în victoria 4-2 cu Gaz Metan Mediaș. A dat primul său gol în înfrângerea 3-4 cu Astra Ploiești în sezonul 2000-2001. Oricum, Zicu nu a primit prea multe șanse de a juca, și a fost împrumutat de mai multe ori în cei patru ani de contract. De-alungul perioadei în care a jucat la club, Zicu a câștigat de două ori Liga I în 2002 și 2004, și de 3 ori Cupa României în 2001,2004 și în 2005 1 supercupă a României în 2005.

### Internazionale Milano
În ianuarie 2004, Zicu s-a transferat la Inter Milano, dar clubul l-a împrumutat imediat la Parma FC.
Zicu a debutat în Serie A, pentru Parma FC, pe 21 februarie 2004 în victoria 2-1 cu UC Sampdoria. A fost împrumutat înapoi la Dinamo București în ianuarie 2005. După întoarcere, Zicu a câștigat a 3 a sa Cupă a României, în 2005. A rămas în țară, fiind transferat la Rapid București, echipă cu care a devenit golgheter al echipei. A câștigat a 4 a cupă a României, cu FC Rapid București în 2007. În următorul sezon, Zicu s-a întors definitiv la Dinamo București.

### Politehnica Timișoara
Pe 21 iulie 2010, Zicu a semnat un contract pe 5 ani cu FC Politehnica Timișoara. A debuat în UEFA Europa League, în turul 3 din preliminarii împotriva echipei MyPa. El a marcat al doilea gol al echipei în minutul 80, în timp ce MyPa avea 3-0 la pauză. Timișoara a reușit o spectaculoasă revenire prin Marián Čišovský în minutul 92, timițând-o pe Poli în play-off. După prima jumătate a sezonului, Zicu a marcat de 9 ori în 15 meciuri. În victoria 3-1 cu Gaz Metan Mediaș, Zicu a marcat de două ori și a dedicat golurile mamei sale, care murise în urmă cu 3 săptămâni din cauza cancerului.  El a marcat din nou în meciul cu Universitatea Craiova, o victorie 4-0, și în victoria 2-0 cu Victoria Brănești, devenind apoi golgheterul Ligii I cu 18 goluri.

### ȚSKA Sofia
Pe 16 iunie 2011, Zicu s-a transferat la ȚSKA Sofia pentru 3 ani. Pe 30 iulie, a debutat oficial pentru ȚSKA Sofia în Supercupa Bulgariei cu Litex Loveci. El a marcat din penalty, transformând scorul în 2-1 pentru ȚSKA, astfel echipa reușind să câștige trofeul pentru a patra oară în istorie. Pe 28 octombrie 2011, Zicu a marcat al doilea său gol în Derby-ul Bulgariei cu Levski Sofia, ajutând-o pe ȚSKA să câștige cu 1-0. Zicu a terminat prima jumătate din A PFG ca golgheter al campionatului, cu 13 goluri.

### Pohang Steelers
În decembrie 2011, Zicu s-a transferat la echipa sud-coreeană, Pohang Steelers, smenând un contract pe 2 ani pentru suma de 2,3 milioane de euro. El a debutat oficial pe 18 februarie 2012, în victoria cu echipa thailandeză, Chonburi FC în Liga Campionilor Asiei. A marcat primul său gol pe 11 martie 2012, în remiza 1-1 cu Gwangju FC din K League. A câștigat 1 cupă în Coorea de Sud în sezonul 2012-2013 cu POHANG Steelers, acesta fiind al 9 lea trofeu câștigat cu echipele pentru care a evoluat. 

### Gangwon FC
Pe 24 iulie 2012, a acceptat să semneze cu rivala din K League, Gangwon FC pentru un împrumut de șase luni. În ianuarie 2013, Zicu s-a transferat definitiv la Gangwon FC. Aici Zicu a marcat 15 goluri în 44 de meciuri.

### Petrolul Ploiești
Pe 15 ianuarie 2014, Zicu a semnat un contract pe un sezon și jumătate cu Petrolul Ploiești, după ce Adrian Mutu semnase cu o zi înainte. El a ales numărul 27, același număr pe care l-a purtat la FC Politehnica Timișoara, echipă cu care a fost golgheter al campionatului. El și-a încheiat contractul după doar o jumătate de sezon.

### ASA Târgu Mureș
În iulie 2014 el s-a transferat la ASA Târgu Mureș, cu care a semnat un contract pe un sezon. Aici Zicu a obținut titlul de vicecampion al României, ratând câștigarea campionatului în ultima etapă.

## Statistici
| Club             | Sezon         | Campionat | Campionat | Cupă    | Cupă   | Europa  | Europa | Altele  | Altele | Total   | Total  |
| Club             | Sezon         | Meciuri   | Goluri    | Meciuri | Goluri | Meciuri | Goluri | Meciuri | Goluri | Meciuri | Goluri |
| ---------------- | ------------- | --------- | --------- | ------- | ------ | ------- | ------ | ------- | ------ | ------- | ------ |
| Dinamo București | 2007-08       | 12        | 2         | 0       | 0      | 0       | 0      | 0       | 0      | 12      | 2      |
| Dinamo București | 2008-09       | 9         | 3         | 0       | 0      | 0       | 0      | 0       | 0      | 9       | 3      |
| Dinamo București | 2009-10       | 18        | 0         | 3       | 1      | 5       | 0      | 0       | 0      | 26      | 1      |
| Dinamo București | Total         | 39        | 5         | 3       | 1      | 5       | 0      | 0       | 0      | 47      | 6      |
| Poli Timișoara   | 2010–11       | 30        | 18        | 3       | 0      | 4       | 1      | 0       | 0      | 37      | 19     |
| Poli Timișoara   | Total         | 30        | 18        | 3       | 0      | 4       | 1      | 0       | 0      | 37      | 19     |
| ȚSKA Sofia       | 2011–12       | 15        | 13        | 1       | 0      | 2       | 0      | 1       | 1      | 19      | 14     |
| ȚSKA Sofia       | Total         | 15        | 13        | 1       | 0      | 2       | 0      | 1       | 1      | 19      | 14     |
| Pohang           | 2012          | 15        | 6         | 1       | 0      | -       | -      | -       | -      | 16      | 6      |
| Pohang           | Total         | 15        | 6         | 1       | 0      | 0       | 0      | 0       | 0      | 16      | 6      |
| Total carieră    | Total carieră | 99        | 42        | 8       | 1      | 11      | 1      | 1       | 1      | 104     | 45     |